# Джаспър ван Хертъм
Джаспър ван Хертъм (на нидерландски: Jasper van Heertum) е нидерландски футболист, който играе на поста централен защитник. Състезател на Ботев (Пловдив).

## Кариера

### Де Граафсхап
На 26 юли 2019 г. ван Хертъм е обявен за ново попълнение на Де Граафсхап. Дебютира за "супер фермерите" на 9 август при победата с 2:0 като домакин на Камбюр.

### Ботев Пловдив
На 2 юни 2022 г. Джаспър подписва с пловдивския Ботев. Прави дебюта си на 8 юли при загубата с 0:1 като домакин на Хебър.